# Leilia Adžametova
Leilia Adžametova, ukrajinska paraolimpijska atletinja krimsko-tatarskega radu , * 3. september 1994.
Adžametova je za Ukrajino nastopila na  Poletnih paraolimpijskih igrah 2016 v Rio de Janeiru, v klasifikaciji T13, kjer je na 100 metrov T13 osvojila zlato, na 400 metrov T13 pa bronasto medaljo.